# Mesosa nigrohumeralis
Mesosa nigrohumeralis là một loài bọ cánh cứng trong họ Cerambycidae.